# Anna Luise van Schönburg-Waldenburg

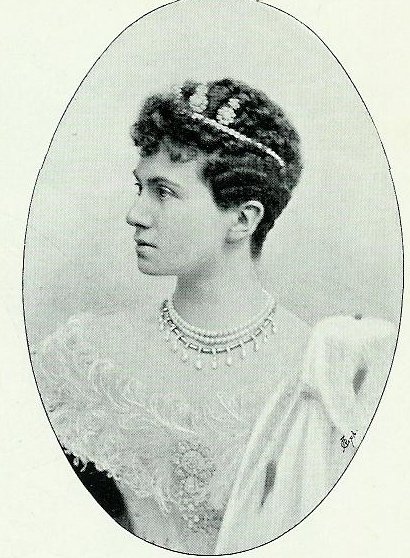
Anna Luise van Schwarzburg

Anna Luise prinses van Schönburg-Waldenburg (Hermsdorf, 19 februari 1871 - Sondershausen, 7 november 1951), was de echtgenote van Günther Victor van Schwarzburg, de tot november 1918 laatste regerende vorst van de vorstendommen Schwarzburg-Rudolstadt en Schwarzburg-Sondershausen, die door hem in personele unie geregeerd werden.
In 1915 werd de naar haar genoemde damesorde het Ereteken van Anna-Luise ingesteld, dat werd verleend aan vrouwen die zich ingezet hadden voor de verzorging van soldaten en gewonden tijdens de Eerste Wereldoorlog. De prinses was zeer geliefd in haar kleine vorstendommen. Hoewel ze "nationaal Duits" was, was ze geen aanhanger van de NSDAP. Haar overlijden in 1951 werd door de Russische bezetter en de Stasi geheimgehouden. Desondanks waren de straten vol met burgers die haar de laatste eer bewezen en ook de kerk was tot de laatste bank bezet.